# Orazio Bobbi
Orazio Bobbi (Milano, 21 giugno 1922 – Milano, 11 febbraio 2018) è stato uno scultore italiano.

## Biografia
Figlio d'arte (il padre Giuseppe Carlo Bobbi era il diretto collaboratore di Adolfo Wildt), si è avvicinato giovanissimo all'arte e, in particolare, alla scultura.
Dopo essersi iscritto alla facoltà di Architettura, ha compiuto i suoi studi artistici a Brera (Milano). Raggiunta una certa fama, ha realizzato importanti opere principalmente in bronzo ma anche in ferro, rame e legno.
Il repertorio delle opere dello scultore comprende bassorilievi in rame, disegni, ex libris, modelli e bozzetti e opere scultoriche tanto di genere sacro quanto profano.